# Prix-lès-Mézières
Prix-lès-Mézières è un comune francese di 1 380 abitanti situato nel dipartimento delle Ardenne nella regione del Grand Est.

## Società

### Evoluzione demografica
Abitanti censiti